# Alexander Trotman, Baron Trotman
Alexander James Trotman, Baron Trotman (* 22. Juli 1933 in Isleworth, London, England; † 25. April 2005 in Northallerton, Yorkshire) war ein britisch-US-amerikanischer Manager und Vorstandsvorsitzender von Ford.

## Leben
Alexander James Trotman wurde in England als Sohn eines Polsterers in einfache Verhältnisse geboren; während des Blitz zog seine Familie aus dem Großraum London nach Schottland. Mit einem Stipendium besuchte er die Boroughmuir High School in Edinburgh. Er studierte an der University of East London; später erwarb er an der US-amerikanischen Michigan State University den Master in Betriebswirtschaft. 

## Wirken
Trotman diente in der  Royal Air Force, bevor er 1955 bei Ford in Großbritannien als Management Trainee zu arbeiten begann. Er war an der Entwicklung des Ford Cortina beteiligt, weshalb  Henry Ford II auf ihn aufmerksam wurde. 1969 ging er zu Ford nach Detroit. 1984 wurde er Chef von Ford in Europa, 1989 Chef von Ford in Nordamerika und 1993 Vorstandsvorsitzender des gesamten Unternehmens, bis er 1998 nach 43-jähriger Tätigkeit für Ford von seinem Posten zurücktrat. Er war der erste Fordchef, der nicht aus den USA stammte. Nach seinem Rücktritt zog sich Trotman in ein Cottage nach Yorkshire zurück, wo er 2005 nach kurzer Krankheit starb.

### Tätigkeit bei Ford
Zwei Jahre, bevor Trotman seinen Posten als Vorstandsvorsitzender antrat, hatte Ford den größten Verlust seiner Geschichte in Höhe von 7,4 Milliarden Dollar zu verzeichnen. Trotmans Aufgabe wurde es, diesem Defizit mit einem rigorosen Sparprogramm und Umstrukturierungen im Konzern zu begegnen. So installierte er das Programm „Ford 2000“, was bedeutete, dass in allen Ford-Werken auf der Welt einheitliche Fahrzeugtypen hergestellt wurden, und er führte eine Rotation für die Spitzenmanager ein. Zudem wurde die Herstellung von Fahrzeugteilen ausgelagert und dafür auch ein eigenes Unternehmen gegründet, der Zulieferer Visteon, der sich wie andere Zulieferer um Verträge bewerben musste. Dies führte zu einem erbitterten Preiskampf bei den Zulieferfirmen. Dadurch gelangen Einsparungen von rund fünf Milliarden Dollar.
Trotman zentralisierte zudem die Design- und Ingenieursabteilungen des Unternehmens. In Europa wurden kleine und Mittelklassewagen entwickelt in Nordamerika die größeren Fahrzeuge sowie leichte LKWs und Geländelimousen (SUV). Das Konzept sah auch vor, dass äußerlich unterschiedliche Modelle auf identischen Grundkonstruktionen gebaut wurden. Auf diese Weise führte Trotman den Konzern wieder in die Gewinnzone. Es zeigte sich aber auch, dass die Modelle Ford Contour und Mercury Mystique, die auf der Basis des europäischen  Ford Mondeo gebaut wurden, in den USA nicht besonders populär waren. 1996 führte er Ford in die Formel 1 zurück.
Letztlich führte Ford 2000 zu Problemen innerhalb des Unternehmens, so dass Trotman ein Jahr bevor, sein Vertrag auslief, zurücktrat. Sein Nachfolger als Vorstandsvorsitzender wurde William Clay Ford Junior.

## Varia
1988 wurde er Ehrendoktor der University of Edinburgh, 1996 zum Knight Bachelor geschlagen und 1999 zum Life Peer erhoben als  Baron Trotman of Osmotherley in the County of North Yorkshire.
Er selbst bezeichnete sich als Atlantic person: Er hatte die britische sowie die US-amerikanische Staatsangehörigkeit und sprach mit schottischem Akzent.